# 에피그래프
문학에서 에피그래프(epigraph)는 문학 작품이나, 논문 등의 글 등에서 시작하는 부분에 인용하는 문구나 인용문, 시 등을 의미한다. 에피그래프는 작품의 서문이나 요약, 반례로 이용되거나 또는 작품의 전반적인 문학적 주제를 독자에게 예고하는 역할을 한다. 우리말로는 제사(題詞/題辭), 제명(題銘), 제(題)라고 부른다.

## 같이 보기
- 에피그램